# Sydsvenskan
Sydsvenskan (tidigare känd som Sydsvenska Dagbladet Snällposten) är en morgontidning utgiven i Malmö och grundad 1848. Tidningen ges ut av Sydsvenska Dagbladets Aktiebolag, som ingår i Bonnier News.
Tidningen betecknar sig som "oberoende liberal". Ansvarig utgivare och chefredaktör är Jonas Kanje, vd är Anders Eriksson. Politisk chefredaktör och chef för ledarredaktionen är sedan oktober 2005 Heidi Avellan. Kulturchef är sedan oktober 2018 Ida Ölmedal.
Tidningens huvudsakliga spridningsområde är A-region 28, alltså Malmö, Lunds, Kävlinge, Lomma, Burlövs, Staffanstorps, Svedala, Vellinge och Trelleborgs kommuner. I detta område har tidningen en dominerande ställning, framförallt sedan största konkurrenten Arbetet lades ner 2000. Sydsvenskan hade fram till den 1 maj 2008 även lokalbevakning i A-region 30, Eslövs och Höörs kommuner.

## Historik
Det första numret av Snäll-Posten från Malmö utgavs den 8 maj 1848. Publicisten hette Bernhard Cronholm. Detta datum brukar ses som Sydsvenskans födelsedag. Den 20 februari 1851 bytte tidningen namn till enbart Snäll-Posten.

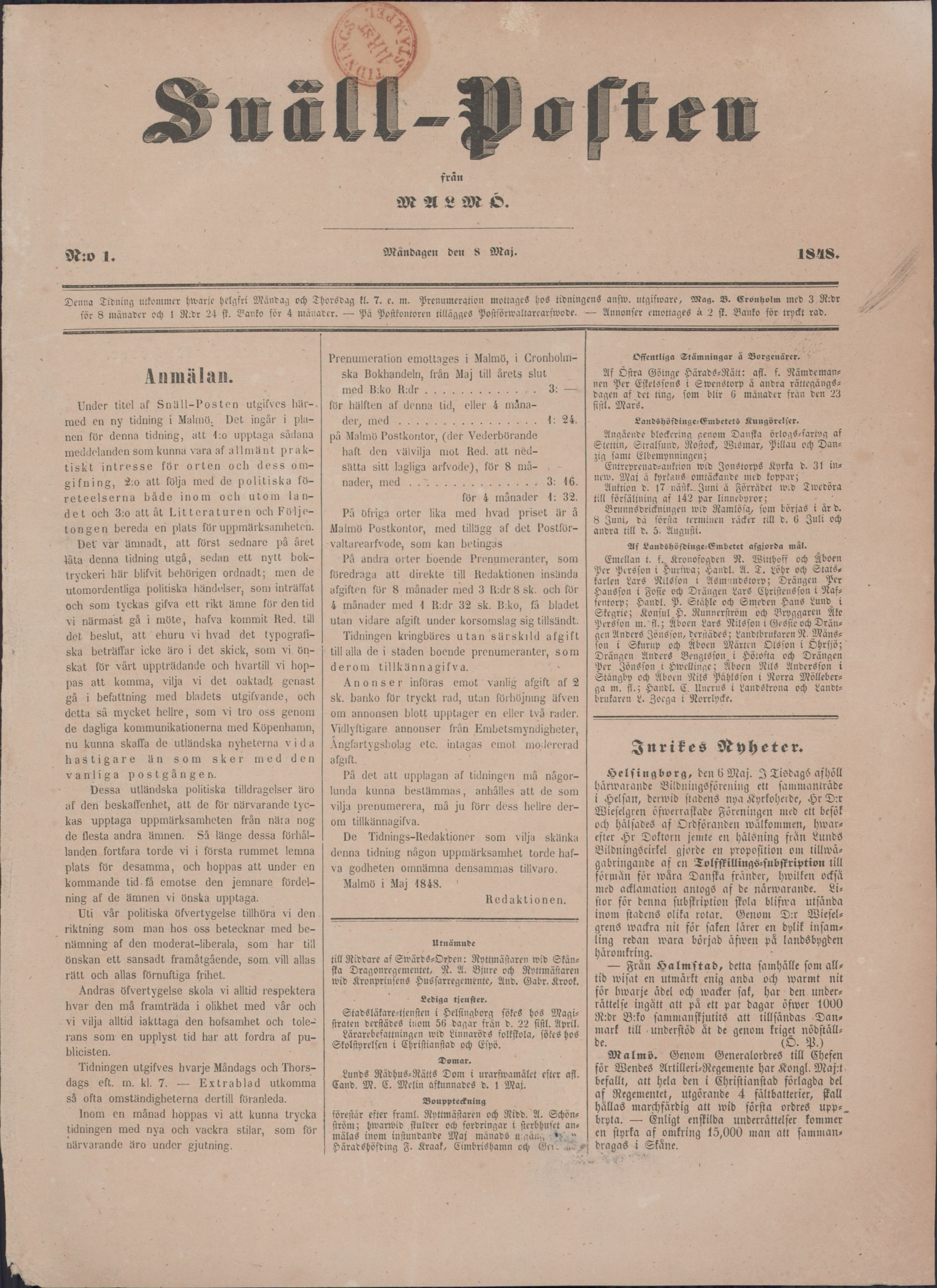
Första numret av Snäll-Posten.

"Snäll" i Snällposten kommer av tyskans "schnell", det vill säga snabb (samma ordbildning som i snälltåg), och användes i äldre svenska. Med tidningsnamnet ville grundarna alltså utlova snabba nyheter 
Sydsvenska Dagbladet startade som konkurrent till Snällposten den 29 april 1870. Dess grundare var Carl Herslow och D. L. Beyer, den senare innehade utgivningsbeviset under de första åren. Efter sammanslagning av Sydsvenska Dagbladet och Snällposten gavs det första numret av Sydsvenska Dagbladet Snällposten ut tisdagen den 2 januari 1872. Under ledning av Herslow kom tidningen från 1904 att ansluta sig till den då bildade högerorganisationen Allmänna valmansförbundets ståndpunkter.

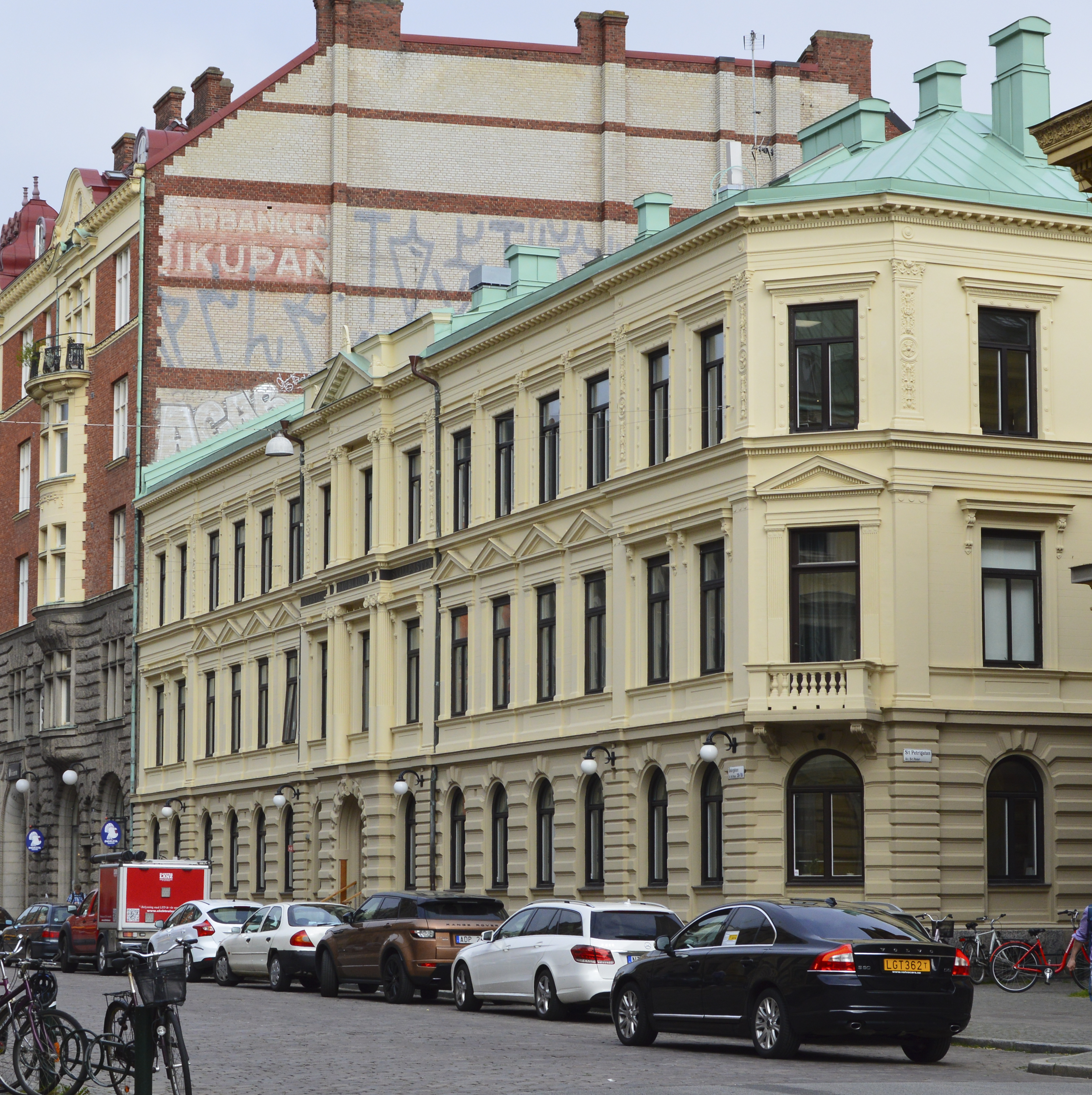
Östergatan 30, SDS:s huvudkontor 1881-1965.

Den sammanslagna tidningen hade sin redaktion i Snällpostens gamla lokaler. Dessa uppfattades snart som för trånga och en ny tomt förvärvades på Östergatan 30 i Malmö. Där uppfördes ett nytt hus efter ritningar av John Smedberg och den 21 juli 1881 blev detta tidningens adress.
1901 etablerades en redaktion i Lund på C. O. Wahlgrens initiativ, den första filialen utanför Malmö. Den skulle senare följas av ytterligare filialer i Ystad (1919) och Landskrona (1923).
Åren 1946–67 var Christer Wahlgren chefredaktör för att efterträdas av sonen Olof Wahlgren (1967–87). Efter en brytning med dåvarande Högerpartiet 1966 betecknar tidningen sig som "oberoende liberal".
1965 flyttade tidningen till egna lokaler i SDS-huset på Segevång. Huset innehöll även tryckeri på bottenvåningen.

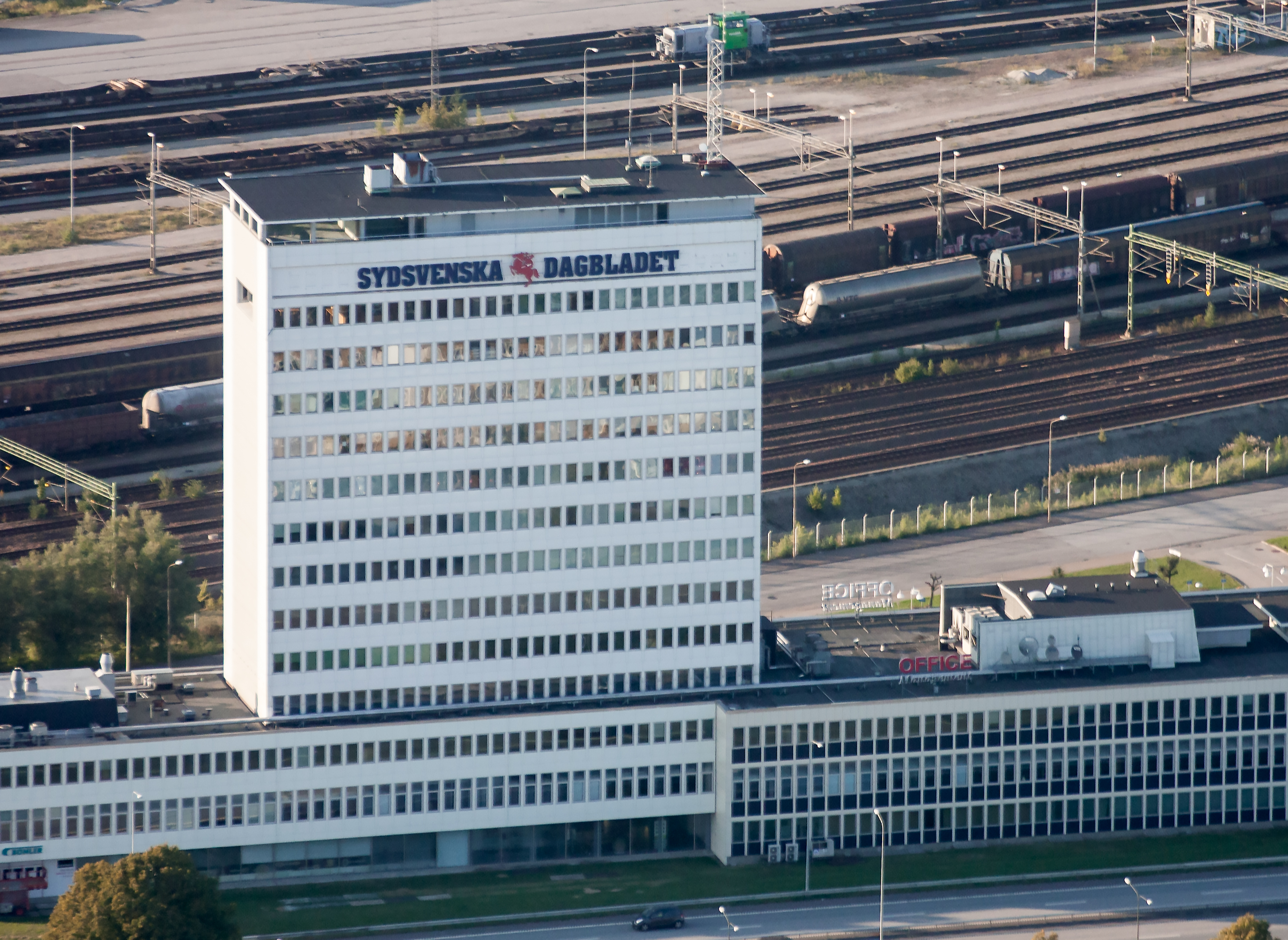
SDS-huset, huvudkontor 1965–2013.

Den 3 oktober 1989 lanserades "ABC-tidningen", då Sydsvenskan delades upp i tre olika delar med separat sidnumrering. Den 1 september 1992 förändrades tidningens sidhuvud och den klassiska postryttaren återkom. Samtidigt togs en avslutande punkt efter Snällposten bort. I september 1995 lanserades Sydsvenskan på Internet.
Inför 150-årsjubileet byttes sidhuvudet ut den 2 januari 1998 efter att ha sett i grunden likadant ut sedan 1872. Mitt i namnet placerades en ny mörkröd postryttare och Snällposten flyttades till en blå linje. Den 12 mars 2003 ändrade tidningen format på B- och C-delen till tabloid. A-delen gavs dock fortfarande ut i broadsheet.
Den 5 oktober 2004 övergick tidningens samtliga delar till tabloidformatet. Samtidigt byttes logotypen till Sydsvenskan som tidningen även kallas i folkmun. Namnet Sydsvenska Dagbladet Snällposten kvarstår dock formellt. I samband med omstruktureringen 2004 tillkom en ny del, D-delen. Den uppkom genom att temamaterialet som tidigare fanns i B-delen flyttades till en egen daglig del. Denna del försvann dock snart, då tidningen i stället satsade på utbyggd feature på helgerna.
Den 5 oktober 2004 fick även delarna namn. B-delen fick namnet "Kultur & Nöje", C-delen kallas "Malmö & Sport" eller "Lund & Sport" beroende på edition. Dessutom fick tidningen en ny och mer konstant struktur genom att olika avdelningar alltid förekommer i samma del. Tidigare hade bland annat "Postis" och "Familj" växlat mellan att ligga i A- och B-delen.
2010 fick Sydsvenskans ledarredaktion utmärkelse Årets republikan för att "de tydligt tar ställning för en monarkfri stat". Detta delades tillsammans med Lars Ohly.
Peter Melin var chefredaktör för allmänna redaktionen och ansvarig utgivare fram till sin plötsliga död den 13 februari 2008. Ny chefredaktör blev, efter tillförordnade Jonas Gruvö, i augusti 2008, Daniel Sandström. Daniel Sandström slutade som chefredaktör i januari 2013. Ny chefredaktör blev vd sedan 2011 Lars Dahmén. I december 2013 lämnade redaktionen SDS-huset och flyttade till nya lokaler vid Triangeln.
Under 2014 genomfördes ett samgående mellan Sydsvenska Dagbladets AB och Helsingborgs Dagblads AB. Tillsammans bildade de ett gemensamt tidningsbolag som ger ut; prenumererade morgontidningar Sydsvenskan, Helsingborgs Dagblad, Landskrona Posten, Nordvästra Skånes Tidningar, gratistidningarna City och Hallå, samt sajterna sydsvenskan.se och hd.se.
1 september 2014 efterträdde Pia Rehnquist Lars Dahmén som chefredaktör och blev senare även ansvarig utgivare när Pontus Bodelsson efterträdde Lars Dahmén som vd. Jonas Kanje tog över som chefredaktör den 11 maj 2020.

## Editioner

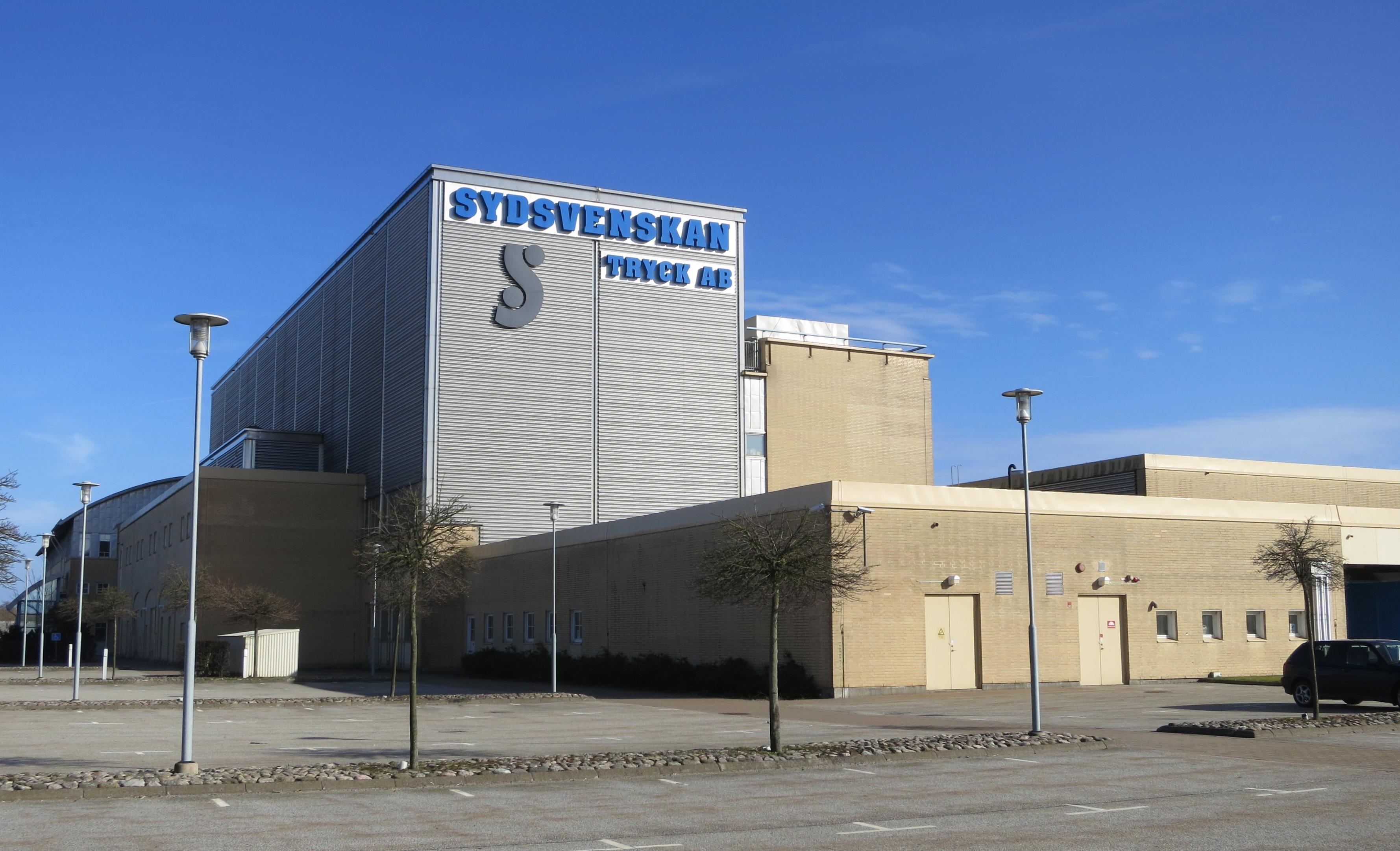
Sydsvenskans tryckeri, Fosie, Malmö

Sydsvenskan ges ut i två editioner. Det som skiljer de olika editionerna åt innehållsmässigt är främst att B-delen med lokalnyheter är olika utformad. Den första editionen distribueras till Lund med omnejd och till övriga Sverige, den andra till Malmö med omnejd. Detta får till följd att Malmöborna får en mer aktuell Sydsvenskan än de som bor längre från Malmö – deadline för Malmöupplagan ligger ungefär 1 timme senare än för förstaupplagan.

## Tidningens innehåll

### Postis
"Postis" var en daglig debattsida för ungdomar under 17 år. Den första "Postis"-spalten publicerades den 4 mars 1973 under vinjetten Postlådan. Från början förekom "Postlådan" bara i tidningen en gång varje söndag, men utvecklades med tiden till en daglig insändarsida. Namnet "Postis" etablerades med tiden, även om det fortfarande hette "Postlådan" till ungefär år 2002. Under en period utgavs även en månatlig Postisbilaga, men den drogs med tiden in av kostnadsskäl. 
Från början hade vinjetten en Postlåda, men den 30 augusti 1979 debuterade fågeln Abragon, tecknad av Ursula Wilby. 
Från början var Bodil Davidsson redaktör, men dess siste redaktör var en lång tid den anonyma signaturen "Anders" bakom vilken en lång rad redaktörer passerat revy. I oktober 2013 publicerades den sista "Postis", då tidningen ansåg att sociala medier på Internet alltmer övertagit dess roll.

### Omkretsen
Omkretsen användes som titel för bevakningen i Malmö stads och Lunds kommuns kranskommuner: Kävlinge, Lomma, Burlövs, Staffanstorps, Svedala, Vellinge och Trelleborgs kommuner. Lokalredaktionen i Eslöv lades ned 2008.
Omkretsen utkom för första gången den 23 september 1972 som en egen bilaga och var en satsning för att öka läsandet i kranskommunerna. Kommunerna bevakas fortfarande men inte under vinjetten "Omkretsen".

### Uppmärksammade publiceringar och artiklar
Den 13 februari 2008 publicerade Sydsvenskan på nyhetsplats en av de omtalade danska Muhammedbilderna. Publiceringen väckte också en del ofrivillig uppmärksamhet eftersom den dåvarande chefredaktören Peter Melin oväntat avled samma dag som bilderna publicerades i tidningen i samband med en intervju om publiceringen.

## Chefredaktörer
- 1870–1907 Carl Herslow
- 1907–1923 Karl Albert Härje
- 1923–1928 Ewald Stomberg
- 1928–1930 Hans Cavalli
- 1930–1931 Karl-Ludvig Schiött
- 1931–1934 Pierre Backman
- 1934–1935 Gösta Torelius
- 1935–1946 Claes Lindskog
- 1946–1967 Christer Wahlgren
- 1967–1987 Olof Wahlgren
- 1987–1990 Kurt Karlsson
- 1990–1992 Per Gunnar Holmgren
- 1992–1992 Håkan Bengtsson (tf)
- 1992–1998 Jan Wifstrand
- 1998–1999 Anna Grosskopf (tf)
- 1999–2004 Hans Månson
- 2005–2008 Peter Melin
- 2008–2008 Jonas Gruvö (tf)
- 2008–2013 Daniel Sandström
- 2013–2014 Lars Dahmén
- 2014–2020 Pia Rehnquist
- 2020– Jonas Kanje[10]